# Valdiguié

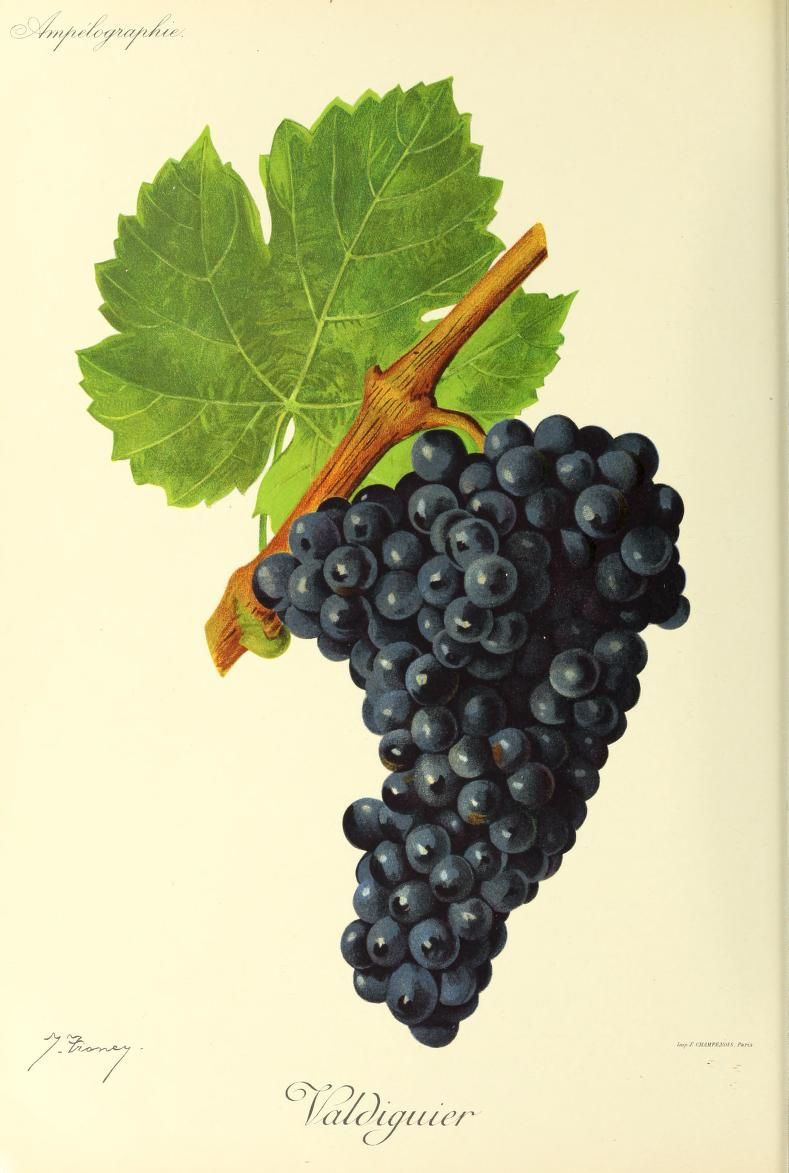
Ilustración de un racimo de uvas valdiguié

La Valdiguié es una uva tinta que crece sobre todo en la región de Languedoc-Rosellón, al sur de Francia, donde se la conoce generalmente con el sinónimo Gros Auxerrois. En California, Estados Unidos, se la conoce como Napa Gamay o Gamay 15. Hasta 1980 se creía que la Napa Gamay era la Gamay de Beaujolais, pero esto quedó desmentido por los análisis genéticos y desde enero de 1999 está prohibidio etiquetar las botellas como Napa Gamay. De forma algo confusa, tanto el clon de Pinot Noir llamado Gamay Beaujolais y como la Valdiguié pueden etiquetarse como Gamay Beaujolais en Estados Unidos desde abril del 2007.
Entre otros sinónimos también se le llama Valdiguer, Cahors, Jean-Pierrou at Sauzet, Quercy y Noir de Chartres.

## Descripción
La Valdiguié se empezó a plantar para su comercialización en 1874, aunque su origen no está claro. Hay varias teorías:
- M. Valdiguié (1745-1817) seleccionó un plantón de la variedad Merille.
- Guillaume Valdiguié la encontró en el viñedo de un monasterio templario en la localidad de Aujols, departamento de Lot.
- Jean Baptiste Valdiguié la encontró en un departamento de Puylaroque, en el departamento de  Tarn-et-Garonne y la vendió en 1874.[cita requerida]

Produce racimos grandes y cónicos de tamaño medio a largo con frutos de color azul oscuro. Es una vid de altos rendimientos es muy resistente al oídio.

## Cultivo y vinificación
La Valdiguié produce un vino tinto de color oscuro con una poca cantidad de alcohol. Los vinos tienden a tener un cuerpo de ligero a medio y se elabora con un estilo similar al verdadero Gamay de Beaujolais.